# Chack'n Pop
Chack'n Pop (ちゃっくんぽっぷ, Chakkunpoppu) est un jeu vidéo édité par Taito en 1983, considéré comme l'ancêtre de Bubble Bobble du fait de la ressemblance de nombreux ennemis et de la duplication dans Bubble Bobble d'un niveau de Chack'n Pop. La version arcade utilise par ailleurs une configuration graphique particulière pour "Zen-Chan", le personnage à remontoir mécanique, qui apparaîtra plus tard dans Bubble Bobble.
Bien qu'aujourd'hui considéré comme peu connu, ce jeu existait sur différents supports : borne arcade, ordinateur MSX, consoles NES, NEC PC-6001, NEC PC-8801 et Sega SG-1000. De plus, l'émulation arcade est incluse dans la compilation Taito Legends Power-Up pour la PlayStation Portable (PSP) et la version NES est téléchargeable sur la Virtual Console (Wii).

## Système de jeu
La version Sega SG-1000 a la spécificité de proposer une introduction et des séquences finales étendues ainsi qu'un tutoriel avant le premier niveau.
Chack est une petite créature jaune avec des jambes extensibles qui doit traverser une série de labyrinthes occupant chacun la taille d'un écran. Chack a la capacité de marcher sur les sols ou les plafonds mais pas sur les murs. Il peut grimper des escaliers ou franchir des murs en étendant suffisamment ses jambes. Il est capable de lancer des grenades à main qui explosent en un nuage de fumée après une courte période. Des boutons distincts permettent de lancer ces grenades à sa gauche ou bien à sa droite. Chack meurt s'il se trouve dans le nuage de fumée au moment de l'explosion.
Chaque niveau doit être terminé en un temps limité symbolisé par un Mighta, personnage fantômatique, situé en haut de chaque labyrinthe et poussant un rocher sur toute la largeur de l'écran. Le Mighta réapparaît dans Bubble Bobble en tant qu'ennemi récurrent.
Le but est d'atteindre le sommet de l'écran avant la fin du temps imparti. Chack est retardé dans son objectif par une série de murs bloquants. Pour faire disparaître ces murs, il doit, à l'aide de ses grenades à main, libérer les cœurs enfermés dans des cages.
Les monstas, ennemis en forme de baleine (apparaissant également dans Bubble Bobble), constituent un obstacle supplémentaire. Ces monstas sortent d'œufs ronds accrochés aux murs. Les grenades à main permettent de détruire les monstas ou les œufs d'où ils émanent (toutefois, le joueur reçoit des points bonus à la fin d'un niveau s'il n'a tué aucun ennemi). Les niveaux avancés comportent des plateformes mouvantes et, autres réminiscence de Bubble Bobble, des bouteilles d'eau qui inondent le niveau. L'eau ne détruit rien et ne ralentit pas les ennemis mais elle permet à Chack de nager pour atteindre des plateformes autrement inaccessibles.

## Apparitions de Chack dans d'autres jeux
Bien que Chack'n Pop ne fut pas un grand succès, plusieurs autres jeux de Taito font apparaître Chack ou bien d'autres éléments de Chack'n Pop.

### Bubble Bobble
En plus des ennemis réutilisés, le niveau 29 de Bubble Bobble est la copie conforme d'un ancien niveau de Chack'n Pop et le niveau 43 est basé sur l'apparence du personnage lui-même. Chack apparaît aussi au centre du cœur power-up qui rend Bub et Bob invincibles pour une courte durée. À la fin du niveau 93, toutes les bulles de l'écran se transforment en sprites de Chack.

### Fairyland Story
Le niveau 37 de Fairyland Story est basé sur la physionomie de Chack.

### Parasol Stars
Le monde 10 de Parasol Stars rend hommage à Chack'n Pop. Non seulement, il y a des Monstas et des Mightas à chaque niveau, mais on trouve également des ennemis ayant l'apparence de Chack. De plus, le premier niveau de ce monde est une reconstitution du premier écran de jeu de Chack'n Pop. La petite créature jaune apparaît aussi brièvement dans la 'bonne fin' du jeu.

### Puzzle Bobble
Dans Puzzle Bobble et Puzzle Bobble 2, Chack apparaît au centre de l'écran dans le mode 2 joueurs, observant le jeu et s'excitant lorsque les bulles arrivent en masse.

### Bubble Symphony
Chack est l'un des personnages classiques de Taito représentés sur les livres bonus power up.

### Bubble Memories
Chack apparaît en tant qu'ennemi essayant de tuer le joueur avec ses grenades. On peut également voir Miss Chack dans le dessin du niveau 35.

### Arkanoid DS
Chack est représenté dans le dessin constitué de blocs destructibles du niveau D-4.

## Référence de traduction
- (en) Cet article est partiellement ou en totalité issu de l’article de Wikipédia en anglais intitulé « Chack'n Pop » (voir la liste des auteurs).